# 3483 Svetlov
3483 Svetlov (1976 YP2) là một tiểu hành tinh vành đai chính bên trong được phát hiện ngày 16 tháng 12 năm 1976 bởi L. Chernykh ở Nauchnyj.